# Ježov (Pelhřimovi járás)
Ježov település Csehországban, a Pelhřimovi járásban. Ježov Vojslavice, Horní Paseka, Hojanovice, Snět és Píšť településekkel határos. Lakosainak száma 69 fő (2024. január 1.).

## Népesség
A település lakosságának változását az alábbi diagram mutatja:
| Lakosok száma | 180  | 216  | 239  | 168  | 107  | 65   | 60   | 62   | 67   | 69   |
|               | 1869 | 1890 | 1921 | 1950 | 1980 | 2001 | 2017 | 2019 | 2022 | 2024 |